# Dove (månekrater)
Dove er et nedslagskrater på Månen. Det befinder sig i det forrevne sydøstlige højland på Månens forside og er opkaldt efter den tyske fysiker Heinrich W. Dove (1803 – 1879).
Navnet blev officielt tildelt af den Internationale Astronomiske Union (IAU) i 1935. 

## Omgivelser
Dovekrateret ligger nord for det fremtrædende Pitiscuskrater. 

## Karakteristika
Dette er et stærkt nedslidt og eroderet krater, hvis rand er dækket af mange små kratere. Særligt er satellitkrateret "Dove C" brudt ind i den sydvestlige rand, og en åbning forbinder kraterbundene i de to kratere. Den sydlige rand er ramt af mange små nedslag, som danner en tæt klynge hen over den. Der ligger også adskillige små kratere langs randen mod nord. Kraterbunden i Dove krateret er lille og relativt jævn, og den er kun mærket af få småkratere.

## Satellitkratere
De kratere, som kaldes satellitter, er små kratere beliggende i eller nær hovedkrateret. Deres dannelse er sædvanligvis sket uafhængigt af dette, men de får samme navn som hovedkrateret med tilføjelse af et stort bogstav. På kort over Månen er det en konvention at identificere dem ved at placere dette bogstav på den side af satellitkraterets midte, som ligger nærmest hovedkrateret. Dovekrateret har følgende satellitkratere:
| Dove | Længde  | Bredde  | Diameter |
| ---- | ------- | ------- | -------- |
| A    | 46,9° S | 33,5° Ø | 13 km    |
| B    | 47,1° S | 33,1° Ø | 19 km    |
| C    | 47,0° S | 30,8° Ø | 19 km    |
| Z    | 44,5° S | 29,2° Ø | 8 km     |

## Måneatlas
- Billeder af Dovekrateret i LPI-måneatlasset